# Yetter (Iowa)
Yetter – miasto w Stanach Zjednoczonych, w stanie Iowa, w hrabstwie Calhoun. W 2000 liczyło 36 mieszkańców.